# Rote Hilfe Deutschlands
Die Rote Hilfe Deutschlands (RHD) war eine deutsche politische Hilfsorganisation, die der KPD nahestand und von 1924 bis 1936 bestand.

## Entstehung/Geschichte

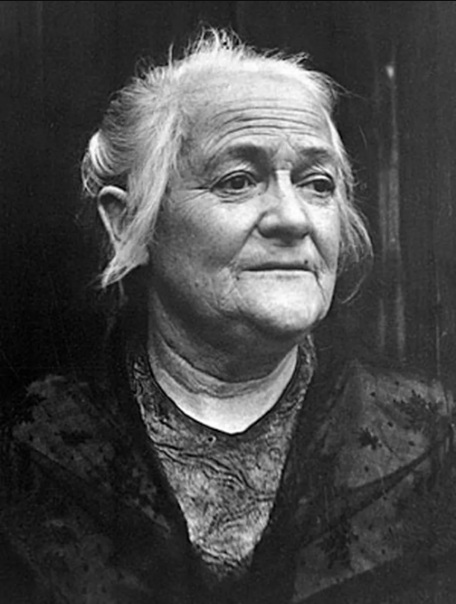
Clara Zetkin, ab 1925 Leiterin der Roten Hilfe (Foto Mitte der 1920er Jahre)

Im April 1921 entstanden als Folge der politischen Repression nach den Märzkämpfen Rote-Hilfe-Komitees auf Beschluss einer Konferenz der KPD. Im November 1921 konstituierte sich ein „Berliner Komitee“ als „Zentralkomitee“.
Beim IV. Weltkongress der Komintern in Moskau (5. Oktober bis 12. November 1922) wurde die Bildung eines „proletarischen Roten Kreuzes“ beschlossen, der späteren Internationalen Roten Hilfe (IRH, russ. МОПР/MOPR). Am 1. Oktober 1924 gründete sich dann die „Rote Hilfe Deutschlands“ (RHD) als KPD-nahe Organisation. Zu den Gründungsmitgliedern gehörte der Künstler Heinrich Vogeler, der auch in den Zentralvorstand gewählt wurde. Ihr erster Vorsitzender war der spätere erste und einzige Präsident der DDR Wilhelm Pieck, der zuvor Leiter der „Juristischen Zentralstelle der Landtags- und Reichstagsfraktion der KPD“ war. Ab 1925 übernahm Clara Zetkin die RHD-Leitung. Nach dem Tod Julian Marchlewskis im selben Jahr leitete sie auch die Internationale Rote Hilfe.
Anfangs war die Organisation mit der Kampagne „Rote Hilfe für Opfer des Krieges und der Arbeit“ für den Internationalen Bund der Opfer des Krieges und der Arbeit aktiv. Der Schwerpunkt der Arbeit lag jedoch auf der Unterstützung der inhaftierten Mitglieder des Rotfrontkämpferbundes, der SAP, KAP, Gewerkschaftern wie auch Parteilosen und deren Angehörigen. Zu diesem Zweck wurden Rechtsberatungsstellen aufgebaut und justizkritische Publikationen herausgegeben.
Die Rote Hilfe erklärte 1923 den 18. März (Pariser Kommune) zum „Internationalen Tag der Hilfe für die politischen Gefangenen“ und hielt diesen bis zu ihrem Verbot durch die Nationalsozialisten 1933 ab.
Im März 1930 war die RHD an der Gründung einer deutschen Sektion der „Internationalen Juristischen Vereinigung“ (IJV) beteiligt, die sich mit Straf-, Völker-, Verfassungs- und Arbeitsrecht befasste.
1933 wurde die RHD im Zuge der Reichstagsbrandverordnung verboten. Anwälte und Juristen wie Hans Litten, Felix Halle und Alfred Apfel wurden in derselben Nacht verhaftet. Der Gestapo gelang es in München, den KPD-Funktionär Max Troll als Spitzel und Agent Provocateur einzuschleusen und Hunderte Kommunisten zu verhaften. Bis 1935/36 wurde die Rote Hilfe von der Geheimen Staatspolizei aufgelöst. Einige Mitglieder arbeiteten einige Zeit im Untergrund weiter, wie Lore Wolf, die gemeinsam mit Johanna Kirchner, die der der SPD nahestehenden Arbeiterwohlfahrt angehörte, bedrohten Personen über das Saargebiet ins Exil verhalf. Die Leitung der Auslandsorganisation der RHD übernahm ab 1933/34 Wilhelm Beuttel von Paris aus.

## Gliederung und Statistik
Die Ortsgruppen der RHD bestanden aus Betriebs- und Wohnbezirkszellen und wurden von Bezirksvorständen, die unter einem Zentralvorstand arbeiteten, angeleitet. Dem Zentralvorstand war eine Revisionskommission beigeordnet, die die Einhaltung des Statuts überwachte. Jede Ortsgruppe hatte eine Rechtsschutzkommission, die auch Lokalpolitiker einbinden sollte. Hauptamtlich beschäftigte die Rote Hilfe 60 bis 80 Personen. Zu den prominenteren Mitgliedern der Roten Hilfe gehörte unter anderem der Jurist und Schriftsteller Felix Halle, der zeitweise auch Leiter der juristischen Zentralstelle der KPD-Reichs- und Landtagsfraktion war. Auf jährlichen Reichskongressen der RHD referierten Anwälte wie Kurt Rosenfeld und Hilde Benjamin zum Strafprozessrecht und anderen Rechtsfragen.
1933 hatte die Rote Hilfe 530.000 Mitglieder von denen 119.000 der KPD und 15.000 der SPD angehörten (1931 gesamt 405.000); 55.600 waren zugleich IRH-Mitglied.
Von 1924 bis März 1929 finanzierte die RHD Rechtsschutz und Unterstützung für 27.000 Personen und 16.000 Inhaftierte in Höhe von 4 Mio. Reichsmark. 1932 waren es 9.000 politische Häftlinge, 20.000 Familienangehörige und 50.000 Linke mit Ermittlungsverfahren und Prozessen. Der RHD-Zentralvorstand war personell mit der Juristischen Zentralstelle der KPD verbunden und arbeitete auch mit der Berliner IRH zusammen.

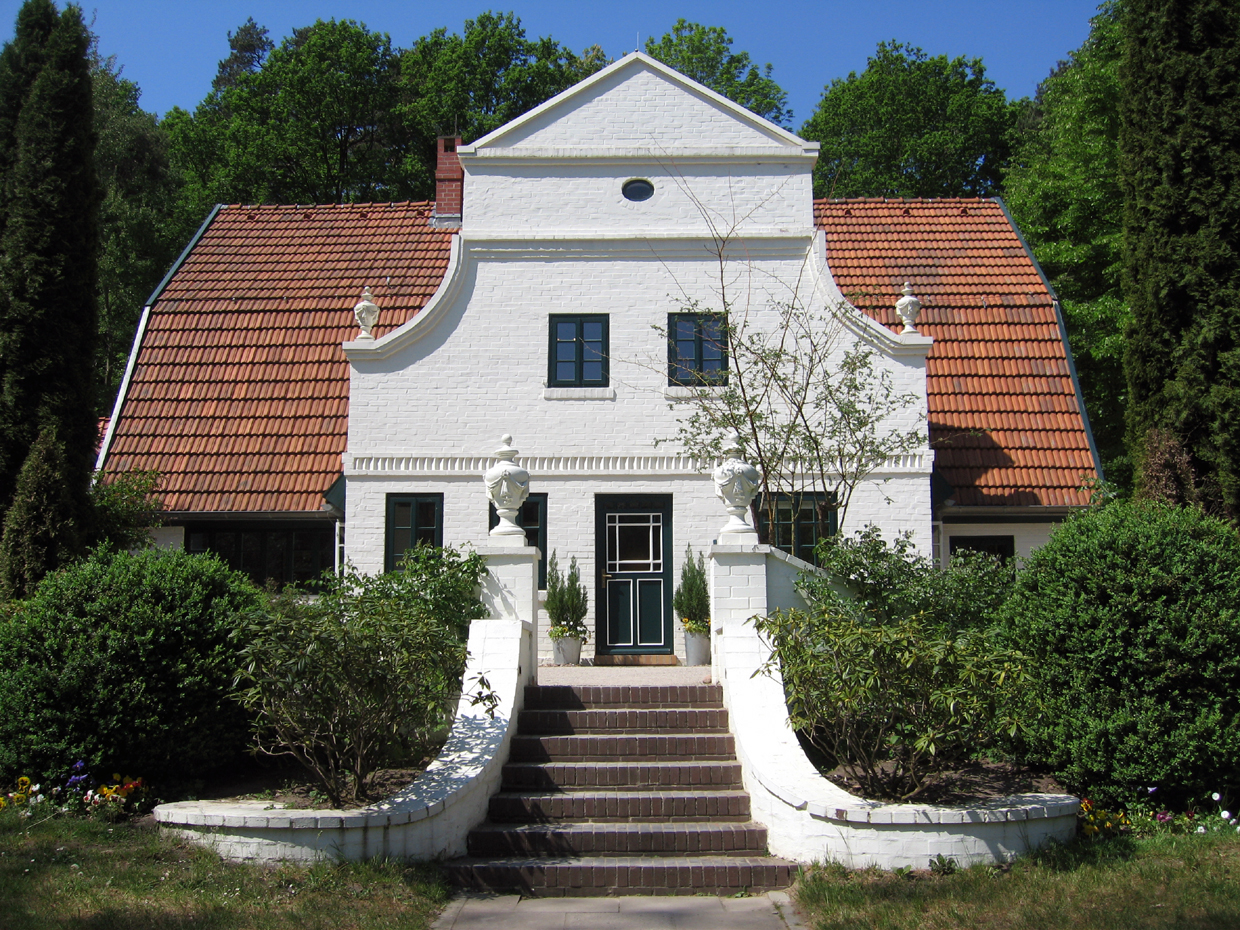
Der Barkenhoff des RHD-Gründungsmitglieds Heinrich Vogeler, historischer Mittelpunkt der Künstlerkolonie Worpswede, zeitweilig als Kinderheim der Roten Hilfe genutzt, heute Museum

In der Künstlerkolonie Worpswede unterhielt die Rote Hilfe seit 1923 das Kinderheim Barkenhoff, nachdem Heinrich Vogeler ihnen seinen Besitz für den geringen Kaufpreis von 15.000 Goldmark überlassen hatte. Ab 1925 kam in Elgersburg das Kinderheim MOPR hinzu. Den Heimen stand ein 46-köpfiger Verwaltungsrat vor, dem bekannte Personen wie Albert Einstein und Thomas Mann angehörten.
Die Rote Hilfe Deutschlands konnte einen Kreis von ca. 600 Persönlichkeiten aus dem demokratischen und linksintellektuellen Spektrum einbinden. Kampagnen der RHD, wie etwa für die Amnestie politischer Gefangener 1928, für die Freiheit der Kunst oder gegen den § 218, wurden von Albert Einstein, Kurt Tucholsky, Käthe Kollwitz, Heinrich Zille, Heinrich Mann, Erich Mühsam, Magnus Hirschfeld, Otto Dix, Max Liebermann, Erwin Piscator, Carl von Ossietzky, Heinrich Vogeler und anderen unterstützt.

## Anwälte
Zwischen 1924 und 1933 arbeiteten über 300 Anwälte für die Rote Hilfe, davon ungefähr 50 über einen längeren Zeitraum. Bekannt wurde der für die Rote Hilfe aktive Rechtsanwalt Hans Litten, der Mitte der 1920er Jahre spektakuläre politische Prozesse führte. Gegen Ende der Republik erhielt Litten ständigen Personenschutz durch Mitglieder des RFB. Erich Cohn-Bendit war Strafverteidiger von Litten und ebenfalls Anwalt für die Rote Hilfe.
Ein weiterer bekannter Anwalt der Roten Hilfe war der in Frankfurt am Main praktizierende Adolf Moritz Steinschneider, der sofort nach dem Machtantritt Hitlers ohne Pass und nahezu mittellos in die Schweiz emigrierte.
Im Zeitraum des Bestehens arbeiteten etwa 330 Anwälte fallbezogen für die Rote Hilfe. Von diesen waren 60 % jüdischer Abstammung, was bedeutsam wurde, als am 7. April 1933 das Gesetz zur Wiederherstellung des Berufsbeamtentums in Kraft trat und sie vielfach ihre Zulassungen bei deutschen Gerichten verloren. (Weltkriegs-Teilnehmer wurden als „Rechtskonsulenten“ bis Ende 1941 geführt.) Andere Anwälte betraf dasselbe Gesetz aufgrund „kommunistischer Betätigung“. Sie wechselten nach dem Lizenzverlust häufig als Justitiare in Unternehmen.
Nach J.Schwarz wurden 22 Anwälte nachweislich in Konzentrationslager verbracht. Zum Teil gehörten sie später zu den 55 emigrierten Anwälten. Juden, die bis 1942 nicht aus Deutschland ausreisten, überlebten nur in wenigen Fällen die KZs (bspw. Ernst Hegewisch und Gerhard Obuch). Zwei Anwälte wurden in der Sowjetunion Opfer der stalinschen Säuberungen. Etwa 30 kehrten aus dem Exil nach Deutschland zurück, neun davon dauerhaft in die DDR.

## Zentralorgan
Zentralorgan der Roten Hilfe war von 1926 bis 1928 Der Rote Helfer. Ab April 1927 erschien Der Rote Helfer mit einer als Agitationsplakat gestalteten heraustrennbaren Mittelseite. Abgelöst wurde Der Rote Helfer 1929 durch die illustrierte Justizzeitung Tribunal. Die illegale Verbreitung der Zeitung lässt sich nachweisen von Dezember 1933 bis April 1936. Redakteur der Zeitung war 1933 Wilhelm Pieck. Verantwortlich für den gesamten Inhalt war Erich Hartmann.

## Prozesse und Kampagnen

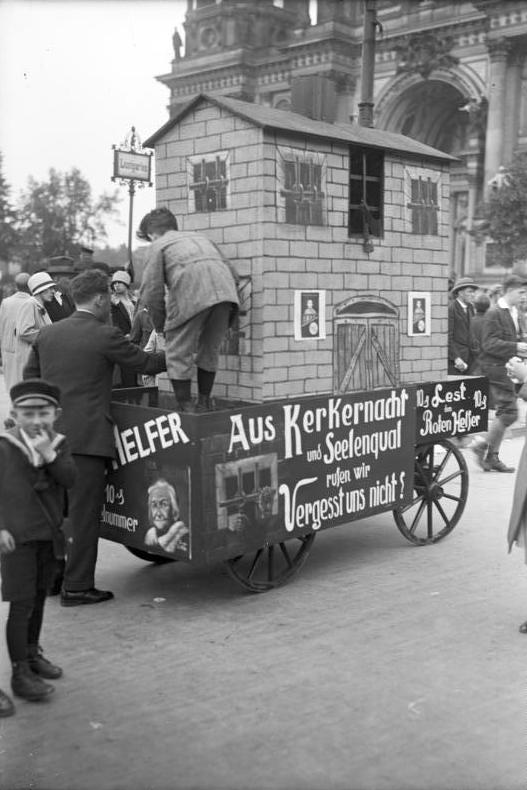
RHD-Wagen beim Pfingsttreffen des Rotfrontkämpferbunds 1928 im Berliner Lustgarten

- „Tscheka-Prozeß“ (Februar–April 1925) gegen KPD-Mitglieder (Hochverrat)
- Prozessserie zum Hamburger Aufstand (Januar–Mai 1925)
- 1926 „Heraus mit Max Hoelz und allen politischen Gefangenen“, Amnestiekampagne
- 1929 Prozesse des Berliner „Blutmai“
- 1931 sächsischer „Waffenlagerprozeß“ um die Aneignung eines Lagers des Stahlhelm auf Reichswehr-Gelände durch Linke
- 1932 „Röntgenstraßenprozeß“ um den Tod eines SA-Mannes
- 1932 „Felseneckeprozeß“ um den Überfall auf eine SPD-nahe Schrebergartenkolonie

Verteidigung in weiteren Prozessen zur „Freiheit der Kunst“ und für SPD- und Reichsbanner-Mitglieder

## Neugründungen
Unter Bezug auf die historische Rote Hilfe wurde 1975 in der Bundesrepublik die Rote Hilfe e. V. aktiv, bis 1986 amtierte sie unter dem Namen Rote Hilfe Deutschlands.
Auch in der Schweiz gab es seit 1968 eine „Rote Hilfe“ als Rechtshilfeorganisation der Neuen Linken.

## Veröffentlichungen
- 1927: Folterkammer Amerika - Sieben Jahre Sacco-Vanzetti (Volltext online; PDF; 11,2 MB)